# Роберт Вебб
Роберт Патрик Вебб (англ. Robert Patrick Webb; нар. 29 вересня 1972 року) — англійський гуморист, актор та письменник, та учасник дуету «Мітчелл і Вебб» у парі з Девідом Мітчеллом. Роберт і Девід є найбільш відомими як зірки ситкому Піп Шоу та комедійної програми «That Mitchell and Webb Look».

## Ранні роки
Народився у Бостоні, графство Лінкольншир. Виростав у Вудгол Спа неподалік Горнкесла, був наймолодшим у сім'ї серед трьох братів.

## Особисте життя
У 2007 році Вебб одружився з колегою, комедійною виконавицею, Абігайл Бурдесс. Пара живе у Кілбурні (Лондон). Мають двох доньок.

## Фільмографія

### Фільми
| Рік  | Назва                   | Роль  |
| ---- | ----------------------- | ----- |
| 2006 | Конфеті                 | Майкл |
| 2007 | Фокусники               | Карл  |
| 2012 | Весільне відео          | Тім   |
| 2016 | Абсолютно приголомшливі | Нік   |

### Телебачення
| Рік       | Назва                                                          | Роль                   | Коментар                                                                          |
| --------- | -------------------------------------------------------------- | ---------------------- | --------------------------------------------------------------------------------- |
| 1997      | The Jack Docherty Show                                         | Кілька персонажів      | Письменник                                                                        |
| 1998      | Comedy Nation                                                  | Кілька персонажів      |                                                                                   |
| 2000      | Meaningful Sex                                                 | Ґрем                   |                                                                                   |
| 2000      | Bruiser                                                        | Кілька персонажів      | Письменник                                                                        |
| 2001      | Fun at the Funeral Parlour                                     | Пекхем                 | Серія 1.4: «Гори смерті»                                                          |
| 2001      | The Mitchell and Webb Situation                                | Кілька персонажіві     | Письменник                                                                        |
| 2001      | People Like Us                                                 | Том Вулфсон            | Серія 2.5: «Банківський менеджер»                                                 |
| 2002      | The Gist                                                       | Пол Ешдаун             |                                                                                   |
| 2003      | My Family                                                      | Арво                   | Серія 4.14: «Шістдесят футів»                                                     |
| 2003–2015 | Піп Шоу                                                        | Джеремі Азборн         |                                                                                   |
| 2004      | 55 Degrees North                                               | Тренер собак           | Серія 1.3                                                                         |
| 2004–2005 | The Smoking Room                                               | Робін                  | 17 серій                                                                          |
| 2005      | Twisted Tales                                                  | Колін                  | Письменник. Серія 1.9: «Нема чого боятись»                                        |
| 2005      | Britain's 50 Greatest Comedy Sketches                          | Ведучий                |                                                                                   |
| 2005      | Blessed                                                        | Біл Гетевей            | 8 серій                                                                           |
| 2005      | Have I Got News for You                                        | Учасник дискусії       |                                                                                   |
| 2006      | Friday Night with Jonathan Ross                                | У ролі самого себе     |                                                                                   |
| 2006      | Rob Brydon's Annually Retentive                                |                        |                                                                                   |
| 2006      | Imagine                                                        | У ролі самого себе     | 1 серія                                                                           |
| 2006      | Best of the Worst                                              |                        |                                                                                   |
| 2006–2010 | That Mitchell and Webb Look                                    | Кілька персонажів      | Writer BAFTA for Best Comedy Programme or Series British Comedy Award nominations |
| 2007      | The Graham Norton Show                                         | У ролі самого себе     |                                                                                   |
| 2007      | Stephen Fry: 50 Not Out                                        | У ролі самого себе     |                                                                                   |
| 2007      | Time Shift                                                     | У ролі самого себе     |                                                                                   |
| 2008      | The Law of the Playground                                      | У ролі самого себе     | 8 серій                                                                           |
| 2008      | Never Mind the Buzzcocks                                       | Учасник дискусії       |                                                                                   |
| 2008      | Lily Allen and Friends                                         | У ролі самого себе     |                                                                                   |
| 2008      | Saturday Kitchen                                               | У ролі самого себе     |                                                                                   |
| 2008      | Would I Lie to You?                                            | Учасник змагання       |                                                                                   |
| 2009      | Friday Night with Jonathan Ross                                | У ролі самого себе     |                                                                                   |
| 2009      | The One Show                                                   | У ролі самого себе     |                                                                                   |
| 2009      | The Graham Norton Show                                         | У ролі самого себе     |                                                                                   |
| 2009      | Let's Dance for Comic Relief                                   | У ролі самого себе     | Переможець першого сезону                                                         |
| 2009      | My Life in Verse                                               | У ролі самого себе     |                                                                                   |
| 2009–2011 | Young, Dumb and Living Off Mum                                 | Ведучий                |                                                                                   |
| 2010      | This Morning                                                   | У ролі самого себе     |                                                                                   |
| 2010      | All Star Mr. and Mrs.                                          | У ролі самого себе     |                                                                                   |
| 2010      | Great Movie Mistakes                                           | Ведучий                |                                                                                   |
| 2010      | You Have Been Watching                                         |                        |                                                                                   |
| 2010      | Great TV Mistakes                                              | Ведучий                |                                                                                   |
| 2010      | BBC Breakfast                                                  | У ролі самого себе     |                                                                                   |
| 2010      | Robert's Web                                                   | Ведучий                |                                                                                   |
| 2010      | You Have Been Watching                                         |                        |                                                                                   |
| 2010      | Cushelle advert                                                | Оповідач               |                                                                                   |
| 2010      | Let's Dance for Sport Relief                                   | Суддя                  |                                                                                   |
| 2010      | Cutting Edge                                                   |                        |                                                                                   |
| 2010      | The Real Hustle: Around the World                              | Ведучий                |                                                                                   |
| 2010      | History of Now: The Story of the Noughties                     | Ведучий                |                                                                                   |
| 2010      | Peep Show & Tell                                               | У ролі самого себе     |                                                                                   |
| 2010      | Have I Got News for You                                        | Ведучий                |                                                                                   |
| 2010      | Never Mind the Buzzcocks                                       | Ведучий                |                                                                                   |
| 2010      | Mad and Bad: 60 Years of Science on TV                         |                        |                                                                                   |
| 2010      | The Bubble                                                     |                        |                                                                                   |
| 2010      | BBC Breakfast                                                  | У ролі самого себе     |                                                                                   |
| 2011      | Great Movie Mistakes 2: The Sequel                             | Ведучий                |                                                                                   |
| 2011      | Great Movie Mistakes 3: Not in 3D                              | Ведучий                |                                                                                   |
| 2011      | Alexander Armstrong's Big Ask                                  | У ролі самого себе     |                                                                                   |
| 2011      | QI                                                             | Учасник дискусії       |                                                                                   |
| 2011      | The Sex Researchers                                            | Оповідач               |                                                                                   |
| 2011      | Family Guy: Ground Breaking Gags                               | Ведучий                |                                                                                   |
| 2011      | Would I Lie to You?                                            | Учасник змагання       |                                                                                   |
| 2011      | 24 Hour Panel People                                           | Учасник дискусії       |                                                                                   |
| 2011      | Celebrity Mastermind                                           | Учасник змагання       |                                                                                   |
| 2011      | Argumental                                                     | Капітан команди        |                                                                                   |
| 2011      | EastEnders: Greatest Exits                                     | Ведучий                |                                                                                   |
| 2011      | Pop's Greatest Dance Crazes                                    | Ведучий                |                                                                                   |
| 2011–2012 | Fresh Meat                                                     | Ден                    |                                                                                   |
| 2011–2012 | The Bleak Old Shop of Stuff                                    | Джедріґтон Сікрет-Паст |                                                                                   |
| 2012      | The One Show                                                   | У ролі самого себе     |                                                                                   |
| 2012      | Room 101                                                       | У ролі самого себе     |                                                                                   |
| 2012      | Doctor Who                                                     | Робот                  | Серія 7.2 «Динозаври на космічному кораблі»                                       |
| 2012      | Threesome                                                      | Колін                  | Серія 2.3 «Друг Аліси»                                                            |
| 2012      | Tales of Friendship with Winnie the Pooh                       | Оповідач               |                                                                                   |
| 2013      | Great Movie Mistakes – IV: May the Fourth Be with You Cutdowns | Ведучий                |                                                                                   |
| 2013      | The Matt Lucas Awards                                          | У ролі самого себе     |                                                                                   |
| 2013      | Ambassadors                                                    | Ніл Тіллі              |                                                                                   |
| 2013      | Was It Something I Said?                                       | У ролі самого себе     |                                                                                   |
| 2013-2014 | You Saw them Here First                                        | Оповідач               |                                                                                   |
| 2013      | Agatha Christie's Marple                                       | Тім Кендел             | Сезон 6, Серія 1 «Карибська загадка»                                              |
| 2015      | Lego Dimensions                                                | Кілька персонажів      | Відеогра                                                                          |
| 2016      | Horrible Histories                                             | Крістофер Рен          |                                                                                   |
| 2017      | Назад                                                          | Стівен Ніколс          | ситком                                                                            |